# Schablonenmethode

Klassendiagramm einer Schablonenmethoden-Implementierung

Die Schablonenmethode (englisch template method pattern) ist ein in der Softwareentwicklung eingesetztes Entwurfsmuster, mit dem Teilschritte eines Algorithmus variabel gehalten werden können. Es gehört zur Kategorie der Verhaltensmuster (engl. behavioral patterns). Das Muster ist eines der sogenannten Viererbanden-Entwurfsmuster (GoF).

## Funktionsweise
Beim Schablonenmethoden-Entwurfsmuster wird in einer abstrakten Klasse das Skelett eines Algorithmus definiert. Die konkrete Ausformung der einzelnen Schritte wird an Unterklassen delegiert. Dadurch besteht die Möglichkeit, einzelne Schritte des Algorithmus zu verändern oder zu überschreiben, ohne dass die zu Grunde liegende Struktur des Algorithmus modifiziert werden muss. Die Schablonenmethode (engl. template method) ruft abstrakte Methoden auf, die erst in den Unterklassen definiert werden. Diese Methoden werden auch als Einschubmethoden bezeichnet.
Zusätzlich können in der Schablonenmethode an bestimmten Stellen Hook-Operationen aufgerufen werden, deren Standardimplementierung in der abstrakten Klasse nichts tut. Auf diese Weise kann man an vordefinierten Stellen im Algorithmus zusätzliche Funktionalität einfügen.
Als Variante können die Einschubmethoden oder Hook-Operationen auch eine Standard-Implementierung besitzen, die von den konkreten Klassen genutzt werden können, aber nicht müssen.
Ein Beispiel dazu findet sich in der I/O-Datenstrom-Programmierschnittstelle von Java. Dort implementiert ein OutputStream eine konkrete Methode zum Schreiben eines Byte-Arrays. Diese Methode benutzt eine Methode zum Schreiben eines einzelnen Bytes, um das ganze Array nach und nach zu schreiben. Die Methode für das einzelne Byte ist jedoch noch abstrakt, da ein OutputStream selbst noch nicht spezifisch ist. Klassen wie FileOutputStream können diese Methode implementieren. Sie erben dann eine bereits implementierte Methode zum Schreiben eines Byte-Arrays.

## Policy-Based Design
Policy-Based Design ist ein allgemeineres Entwurfsmuster, bei dem nicht nur Algorithmen, sondern ganze Klassen schablonenhaft aufgebaut sind. Sowohl Methoden bzw. Algorithmen als auch gespeicherte Datensätze, Basisklassen und Schnittstellen sind dann innerhalb der Skelettstruktur austauschbar. Dies erfordert in aller Regel Templatemetaprogrammierung, wie es sie in C++ und D gibt, ist jedoch theoretisch auch über Konstrukte einiger Skriptsprachen (eval, Makros, Autoloading von Quellcode o. Ä.), allerdings kaum in Sprachen wie C# oder Java realisierbar.

## Beispiel
Diese C++14 Implementierung basiert auf der vor C++98 Implementierung im Buch Entwurfsmuster.
```
#include
 
<iostream>

#include
 
<memory>

class
 
View
 
{
 
// AbstraktKlasse

public
:

  
// definiert abstrakte primitive Operationen, die von konkreten Unterklassen definiert werden, um die Schritte eines Algorithmus zu implementieren.

  
virtual
 
void
 
doDisplay
()
 
{}

  
// implementiert eine Schablonenmethode zur Definition des Skeletts eines Algorithmus. Die Schablonenmethode ruft sowohl primitive Operationen als auch in AbstraktKlasse oder anderen Klassen definierte Operationen auf.

  
void
 
display
()
 
{

    
setFocus
();

    
doDisplay
();

    
resetFocus
();

  
}

  
virtual
 
~
View
()
 
=
 
default
;

private
:

  
void
 
setFocus
()
 
{

    
std
::
cout
 
<<
 
"View::setFocus
\n
"
;

  
}

  
void
 
resetFocus
()
 
{

    
std
::
cout
 
<<
 
"View::resetFocus
\n
"
;

  
}

};

class
 
MyView
 
:
 
public
 
View
 
{
 
// KonkreteKlasse

  
// implementiert die primitiven Operationen, welche die unterklassenspezifischen Schritte des Algorithmus ausführen.

  
void
 
doDisplay
()
 
override
 
{

    
// stelle den Inhalt der Anzeige dar

    
std
::
cout
 
<<
 
"MyView::doDisplay
\n
"
;

  
}

};

int
 
main
()
 
{

  
// Die Smart pointers verhindern Memory leaks.

  
std
::
unique_ptr
<
View
>
 
myview
 
=
 
std
::
make_unique
<
MyView
>
();

  
myview
->
display
();

}

```

Die Programmausgabe ist:
```
View
::
setFocus

MyView
::
doDisplay

View
::
resetFocus

```